# Katedralen i Koszalin
Katedralen i Koszalin, egentligen Katedra Niepokalanego Poczęcia NMP (Jungfru Marie obefläckade avlelses katedral), är domkyrka i Koszalin–Kołobrzeg-stiftet av den Romersk-katolska kyrkan i norra Polen. Katedralen ligger i centrala Koszalin i Västpommern och uppfördes under 1300–1333.
Vid reformationen kom kyrkan år 1534 att tillhöra den protestantiska kyrkoriktningen. Så förblev det fram till 1945, då Koszalin efter andra världskrigets slut överfördes från Tyskland till Polen. I anslutning till detta återfördes Mariakyrkan till den katolska kyrkan. När Koszalin–Kołobrzeg-stiftet 1972 bildades som en avknoppning av Berlins katolska ärkestift upphöjdes kyrkan till katedral.